# Abendstraße 12 (Magdeburg)

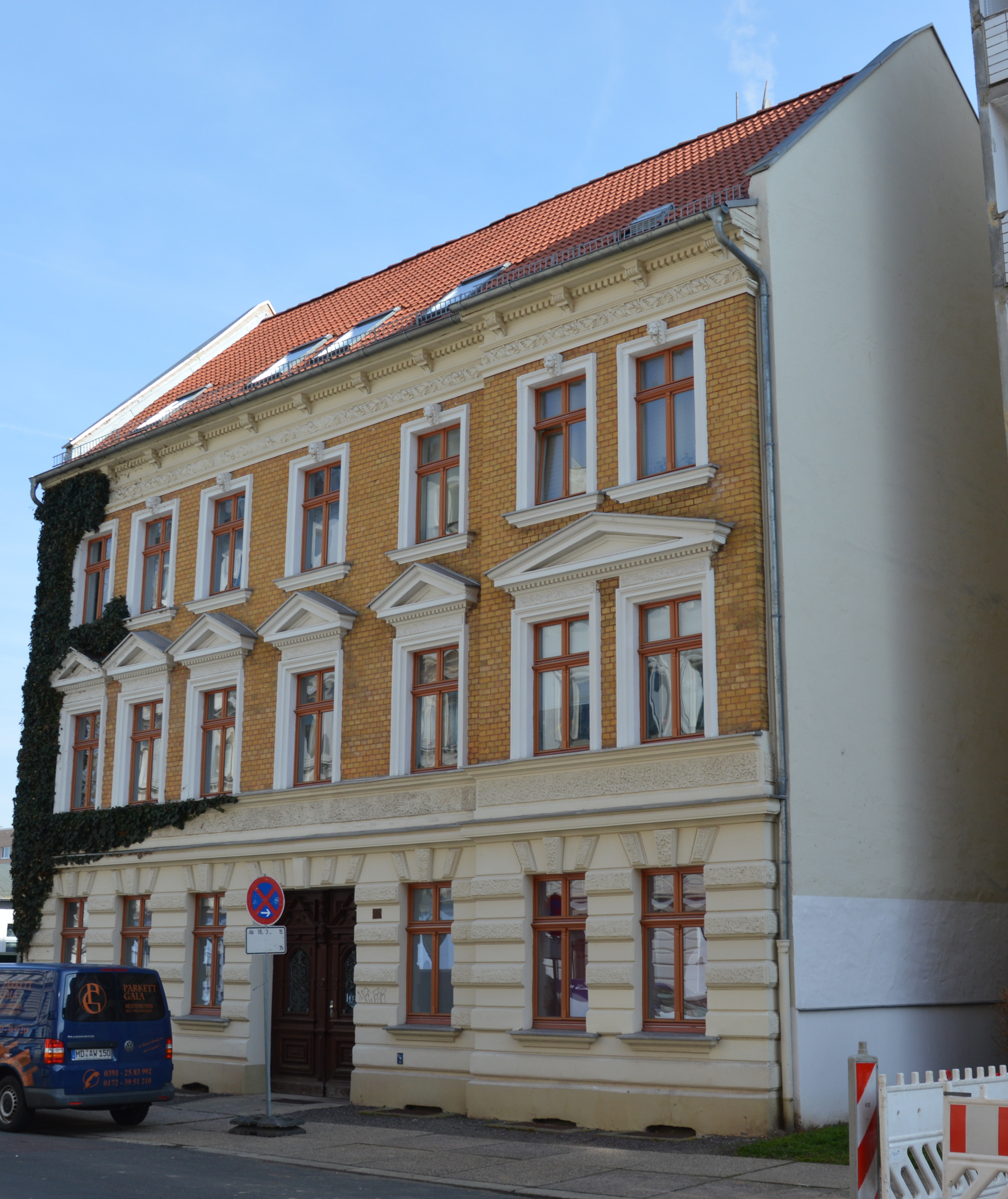
Abendstraße 12, 2015

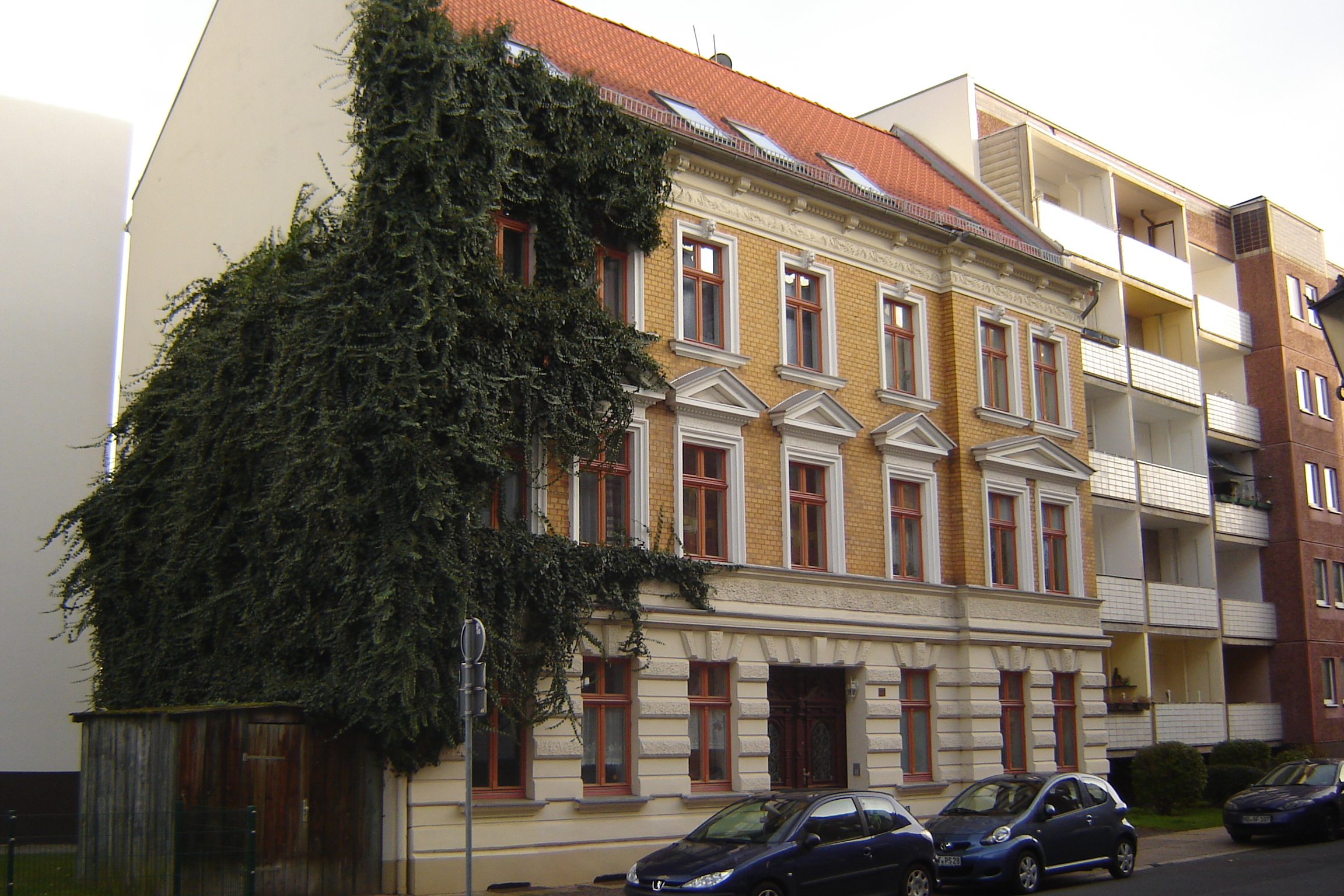
Blick von Nordwesten, 2013

Das Gebäude Abendstraße 12 ist ein denkmalgeschütztes Wohnhaus in Magdeburg in Sachsen-Anhalt.

## Lage
Das Gebäude befindet sich auf der Ostseite der Abendstraße im Magdeburger Stadtteil Neue Neustadt, unmittelbar an der Einmündung der Abendstraße in die Ritterstraße.

## Architektur und Geschichte
Der dreigeschossige Ziegelbau entstand etwa 1880/90. Die Fassade ist repräsentativ durch Putzelemente gegliedert und in Formen der Neorenaissance gestaltet. Die Fassade des Erdgeschosses ist mit Rustika-Elementen verziert. Über den Fenstern der Beletage befinden sich Fensterverdachungen.
Das Gebäude ist ein Relikt der gründerzeitlichen Bebauung der Straße und bildet gemeinsam mit den Häusern Abendstraße 10 und 11 eine das Straßenbild prägende Gruppe.
Im örtlichen Denkmalverzeichnis ist das Gebäude unter der Erfassungsnummer 094 82797 als Wohnhaus verzeichnet.